# 节孟高
节孟高（？—？），河南上蔡人（今河南省驻马店市上蔡县）。明太祖洪武三十一年，被选为贡生。后任官仓大使。